# Amaya Arzuaga
Amaya Arzuaga (Lerma, Burgos, 1970) és una dissenyadora de moda espanyola. El 1992 finalitza els Estudis Superiors de Disseny de Moda en la Universitat Politècnica de Madrid i s'incorpora com dissenyadora a l'empresa familiar Elipse. El 1994, crea la seva pròpia empresa. Ven i presenta la seva col·lecció regularment a Atmosphère (París), Fashion Cotterie (Nova York), Camera Nazionale della Moda Italiana (Milà), Pasarela Cibeles (Madrid), Passarel·la Gaudí (Barcelona) o London Fashion Week. Amaya Arzuaga té més de dues-centes boutiques a Espanya.

## Premis i reconeixements
- Medalla de oro al mèrit en les Belles Arts de 2005[1]